# Гринвичский меридиан
Гри́нвичский меридиа́н — меридиан, проходящий через ось пассажного инструмента Гринвичской обсерватории. Гринвичский меридиан служил началом отсчёта долготы в некоторых системах координат, является средним меридианом нулевого часового пояса. Местное солнечное время применяется в астрономии (для синхронизации всемирного времени).

## История

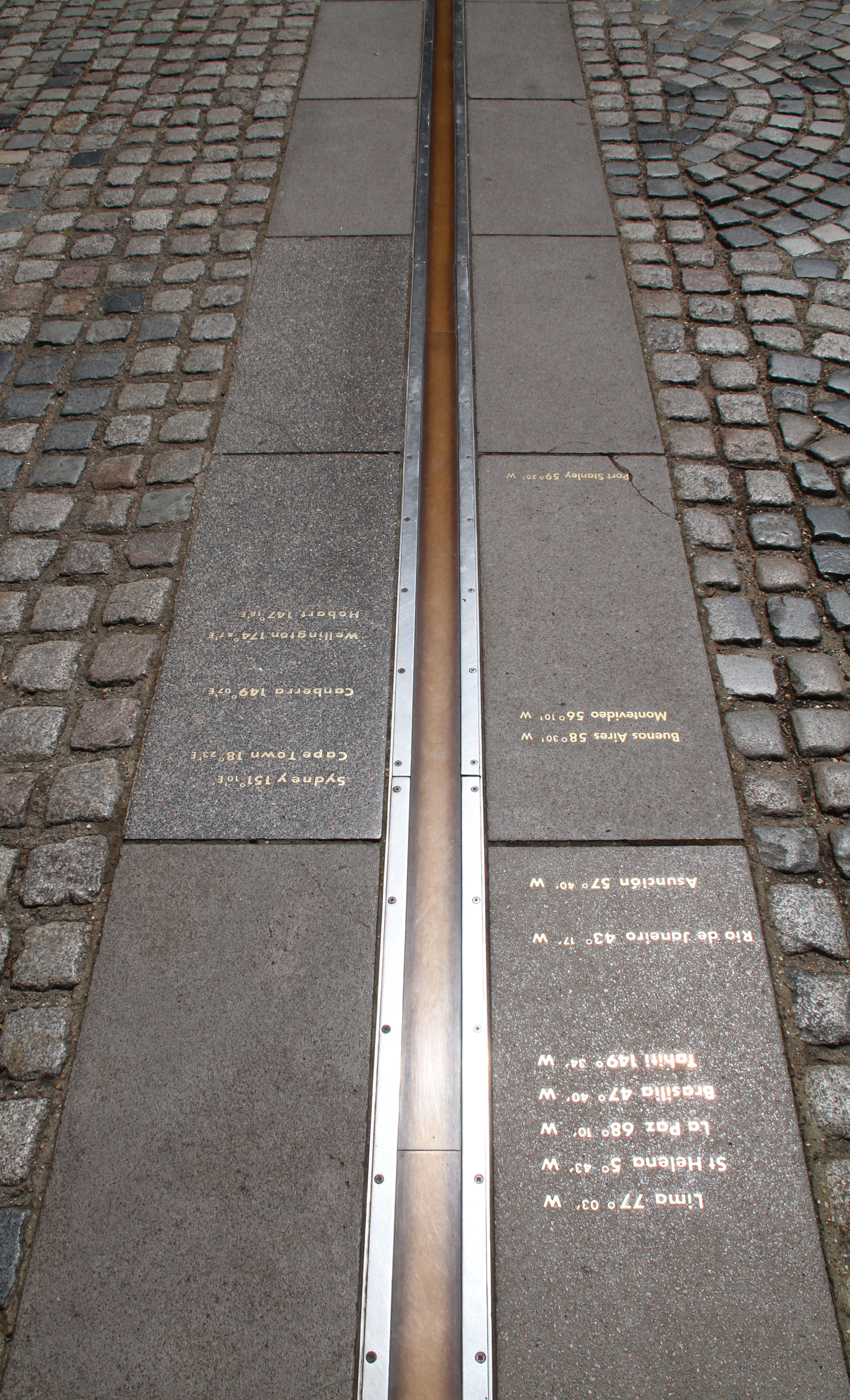
Обозначение Гринвичского меридиана на земле во дворе Гринвичской обсерватории

До конца XIX века в различных странах для отсчёта долготы использовались свои собственные национальные нулевые меридианы, проходящие, как правило, через центральные обсерватории этих стран. В Великобритании нулевым считался Гринвичский меридиан, во Франции — Парижский меридиан, в Российской империи — Пулковский меридиан и т. п. По мере развития геодезии отсутствие стандартной системы отсчёта долготы было признано международным астрономическим сообществом неудобным. В 1884 году Международная меридианная конференция рекомендовала принять Гринвичский меридиан в качестве единого нулевого меридиана для всех стран.